# Playas (Ecuador)
General Villamil Playas, auch bekannt als Playas, ist eine Stadt in der Provinz Guayas von Ecuador. Sie ist der Sitz des Kantons Playas. Die Stadt hat ihren offiziellen Namen von einem Unabhängigkeitshelden Ecuadors, General José de Villamil. Playas ist ein wichtiges touristisches Zentrum und liegt etwa 96 km von Guayaquil entfernt.

## Demografie
Im administrativen Stadtgebiet leben 34.409 Einwohner. Die Bevölkerung bestand 2010 zu 73,7 % aus Mestizen, zu 7,1 % aus Weißen, zu 0,9 % aus Indigenen, zu 11,5 % aus Afroecuadorianern, zu 4,9 % aus Montubio und zu 1,7 % aus sonstigen Ethnien. Die Alphabetisierungsrate lag bei 94,6 % der Bevölkerung.
| Zensusjahr | Einwohnerzahl |
| ---------- | ------------- |
| 1990       | 16.590        |
| 2001       | 24.070        |
| 2010       | 34.409        |

## Wirtschaft
Die Wirtschaft von Playas basiert größtenteils auf dem Tourismus mit einer Reihe von Hotels und Resorts, die sich in der Gegend befinden. Neben dem Tourismus hat Playas eine blühende Fischergemeinde und ist bekannt für seine Meeresfrüchteküche.

## Persönlichkeiten
- Byron Castillo (* 1998), Fußballspieler